# 1989 SP11
1989 SP11 är en asteroid i huvudbältet som upptäcktes den 30 september 1989 av den belgiske astronomen Henri Debehogne vid La Silla-observatoriet.
Den tillhör asteroidgruppen Koronis.